# Підгорянський монастир
Святопреображенський василіянський монастир, в офіційних документах «Теребовлянський» (напр. «Теребовлянський святого Спаса»), в краєзнавчій літературі найбільш відомий як Підгорянський (зустрічається також в деяких документах)  — церковні, оборонні споруди і територія, що належали отцям Василіянам. Розташований біля села Підгора Теребовлянського району Тернопільської області. Пам'ятка архітектури національного значення. Зустрічається назва «Семенівський монастир», відповідно до назви ближнього села Семенів, яке здавна належало монастирю.
Монастир славився іконою Божої Матері Теребовельської. Вона, за переказами, захистила укріплення від турків. Від 1673 року ікона перебуває у Святоюрському соборі в місті Львів.
До нашу часу збереглася монастирська церква Преображення Господнього. Також частково збереглися руїни монастиря та фортечних укріплень: брама, оборонна вежа, келії.

## Хронологія

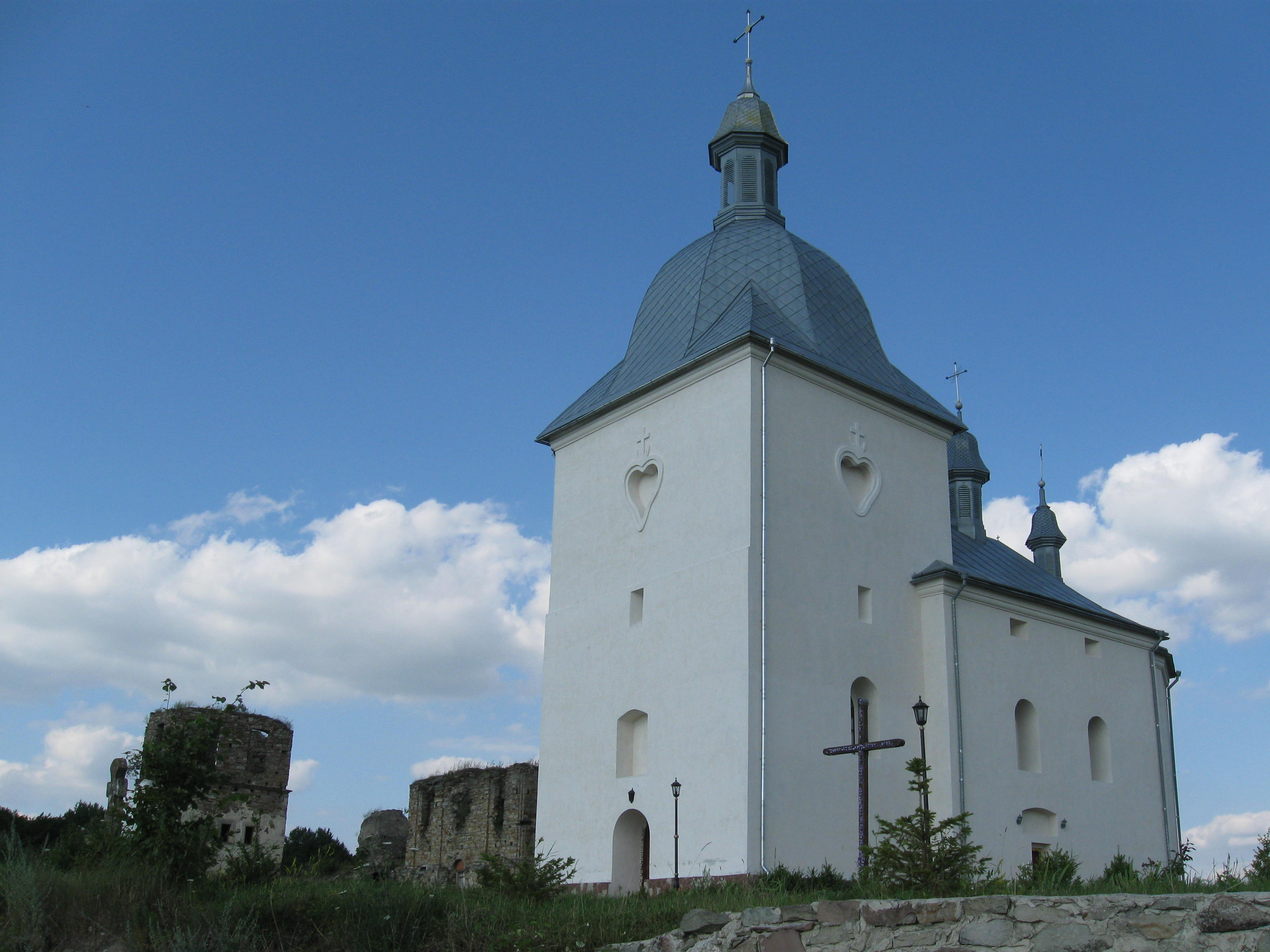
Відремонтована церква Підгорянського монастиря

За легендами заснування монастиря відбулося у ХІІ–ХІІІ ст.
Перша писемна згадка — 1650 рік.
8 липня 1663 — польський король Ян II Казимир підтвердив монастирю привілей, на володіння селом Семенів разом з землями навколо та млином.
26 жовтня 1670 року привілей підтвердив король Польщі Михайло Корибут Вишневецький.
30 грудня 1679 року монастир отримав нові привілеї від дружини теребовлянського старости Луки Маковецького.
26 лютого 1689 — підтвердження старих та надання нового привілею польським королем Яном Собеським.
Вважається, що до початку XVIII ст. монастир був дерев'яним. Лише тоді був перебудований з каменю. Про це свідчать кілька фактів. По-перше, над одним з вікон брами зберігся надпис «Фундатор ігумен Діонісій 1716». По-друге, ігумен Діонісій залишив заповіт, в якому він вказує: «Я, ієромонах, ігумен новоспорудженого мною монастиря Теребовельського».
1789 року австрійський уряд закрив Підгорянський монастир. Вівтар Преображенської церкви перенесено у Янівський костел, іконостас — у церкву села Могильниця, великий дзвін — у храм Пресвятої Трійці в селі Зарваниця (до липня 2020 року всі села  — Теребовлянського району). Монастирську бібліотеку частково перевезли до монастиря в Бучачі, частково — у Львівський університет.
1867 року вперше провели консерваційні роботи. Було заборонено розтягувати монастир на каміння.
1926 року було проведена повторна консервація, адже під час Першої світової монастир зазнав значних пошкоджень.
З 1960-х років територія монастиря використовувалася Теребовлянською військовою частиною. 1993 року церкву передали сільській громаді, 2002 року військові покинули монастир (у межах переведення військової частини до іншого міста).
Монастирська церква була відремонтована місцевою громадою, проте тоді через брак історичних матеріалів не було відомо про її справжній вигляд, тому замість трьох бань церква увінчана лише однією.

## Опис
Споруда обнесена муром і сторожовими баштами зі стрільницями. Не раз витримувала турецьку облогу, зазнавала руйнувань, її відбудовували.
Монастир займав трапецієподібну ділянку, яку оточували муровані стіни й вежі — по одній на кожному розі. Західна стіна сягала 141 м довжини, східна і північна — по 85 і південна — 75. Біля західної вежі і церкви Івана Хрестителя стояла двоповерхова монастирська будівля, від якої до початку 21 століття збереглися лише фундаменти.
У візитації 1747 року також згадується стара дерев'яна церква Івана Хрестителя. Вона розміщувалася поблизу монастирського кладовища.
Одна з веж монастиря, крім сторожових і сигнальних функцій, служила монахам за астрономічну обсерваторію.

## Галерея

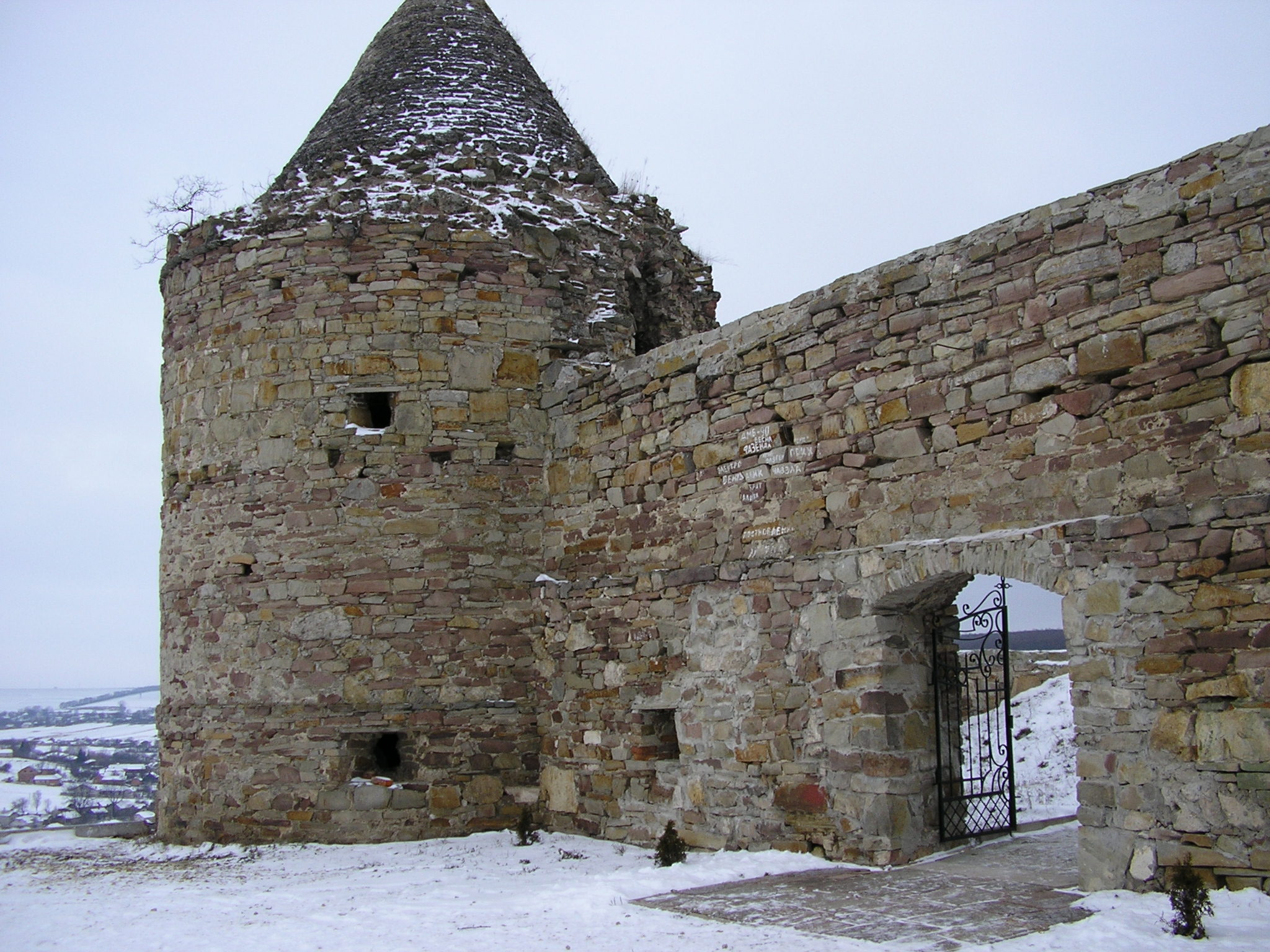
Руїни однієї з веж
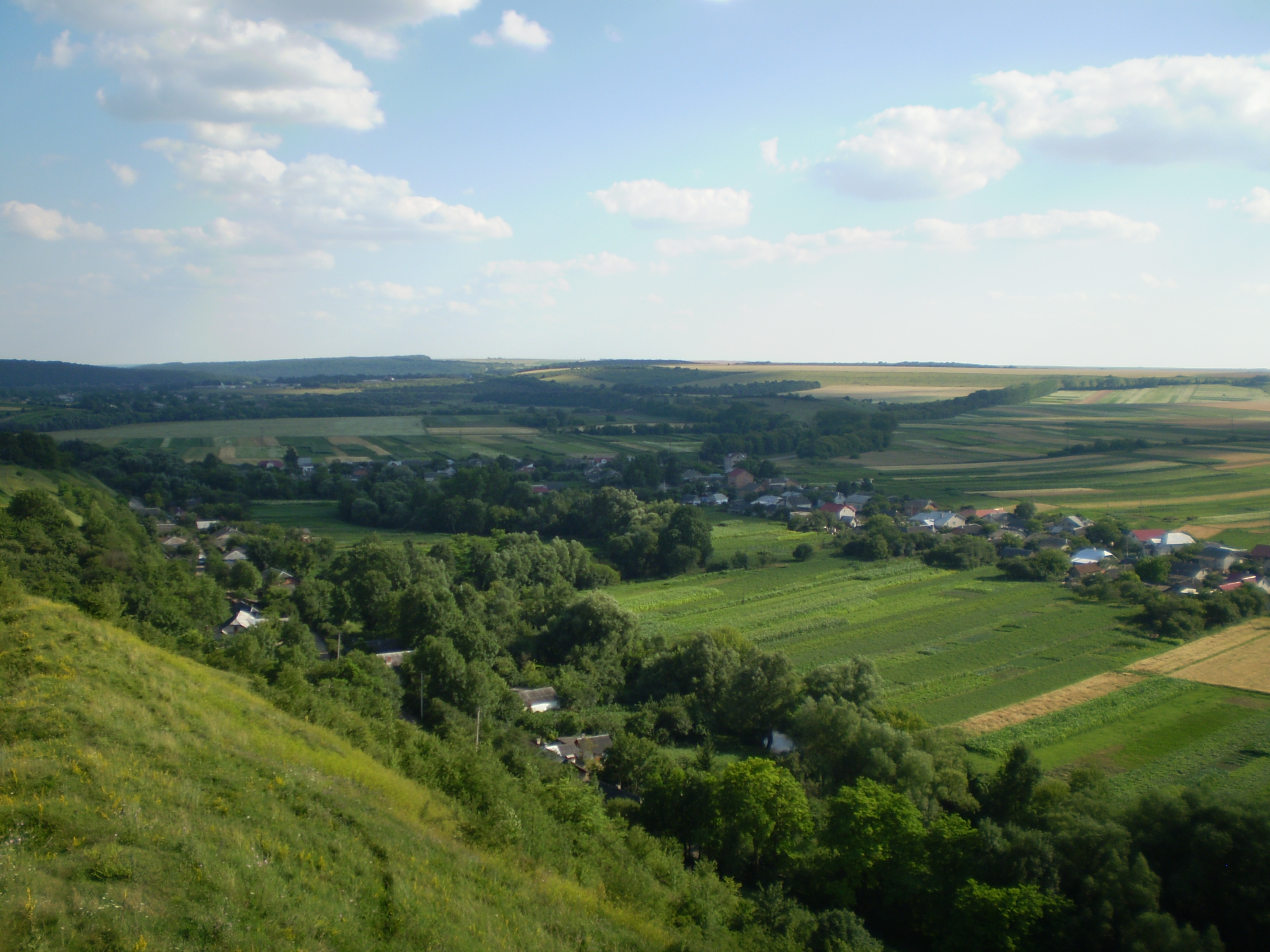
Вигляд з монастиря на сусідні села Підгора, Семенів, Зеленче
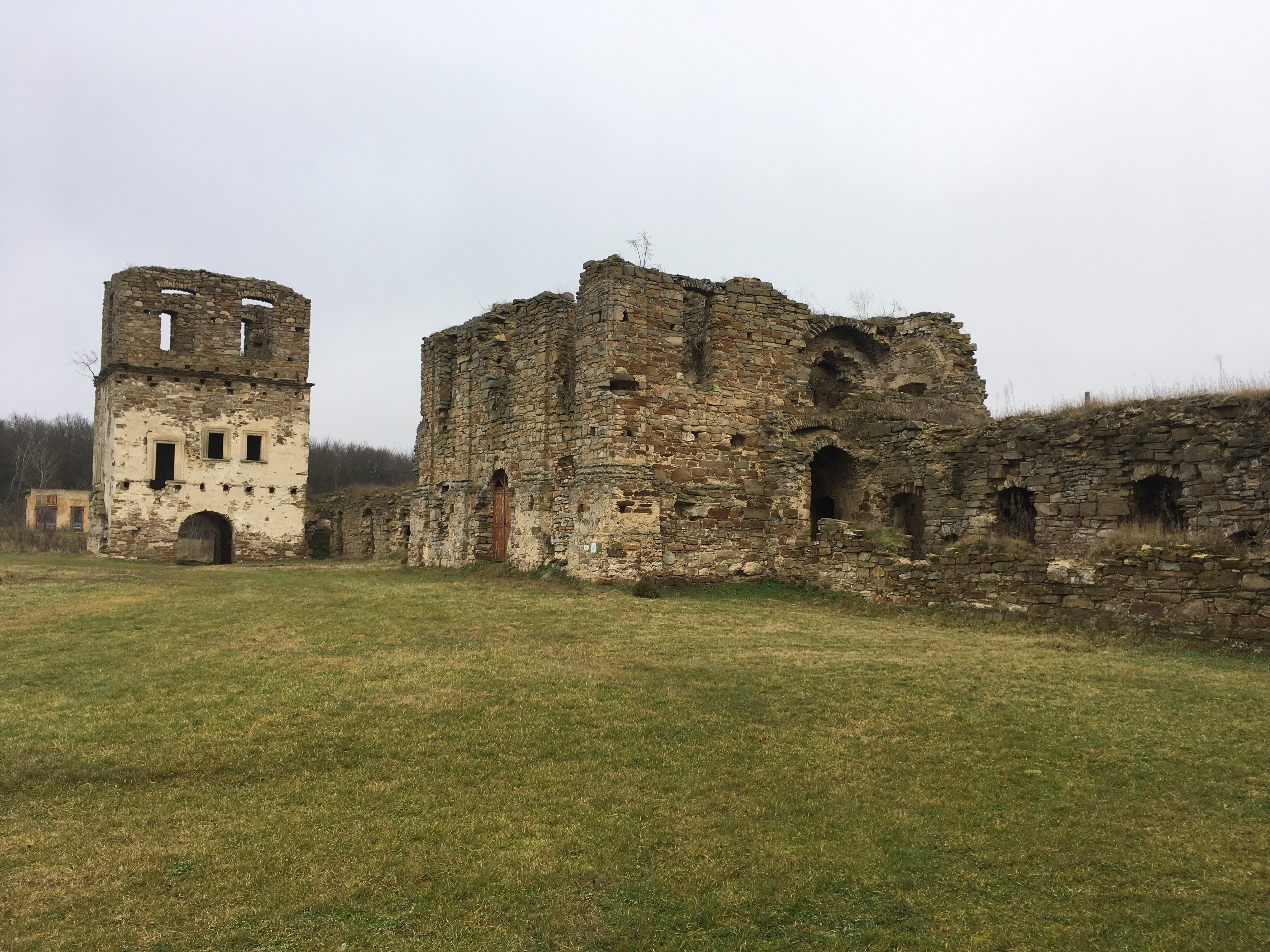
Підгорянський монастир, руїни
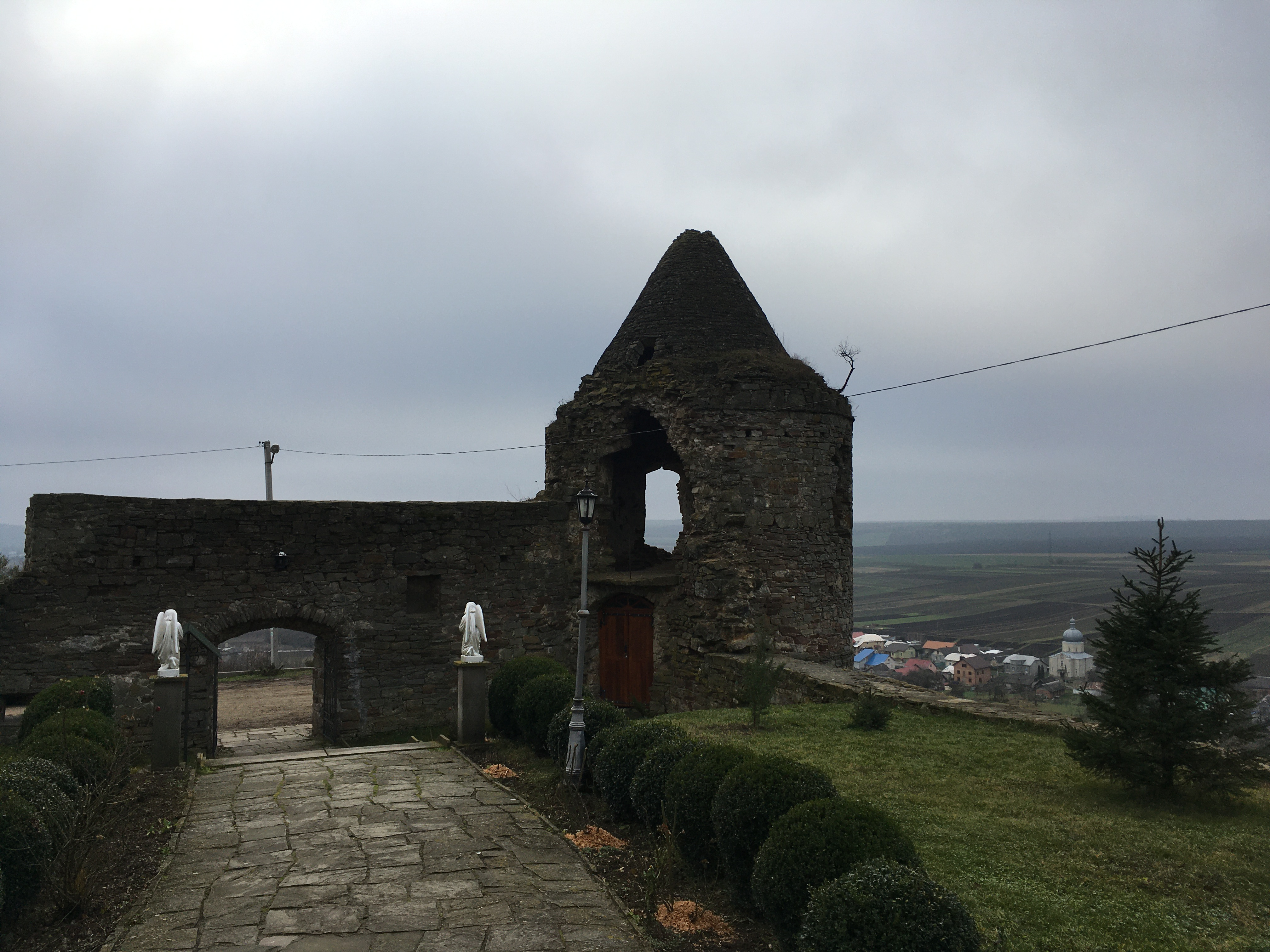
Підгорянський монастир, вежа
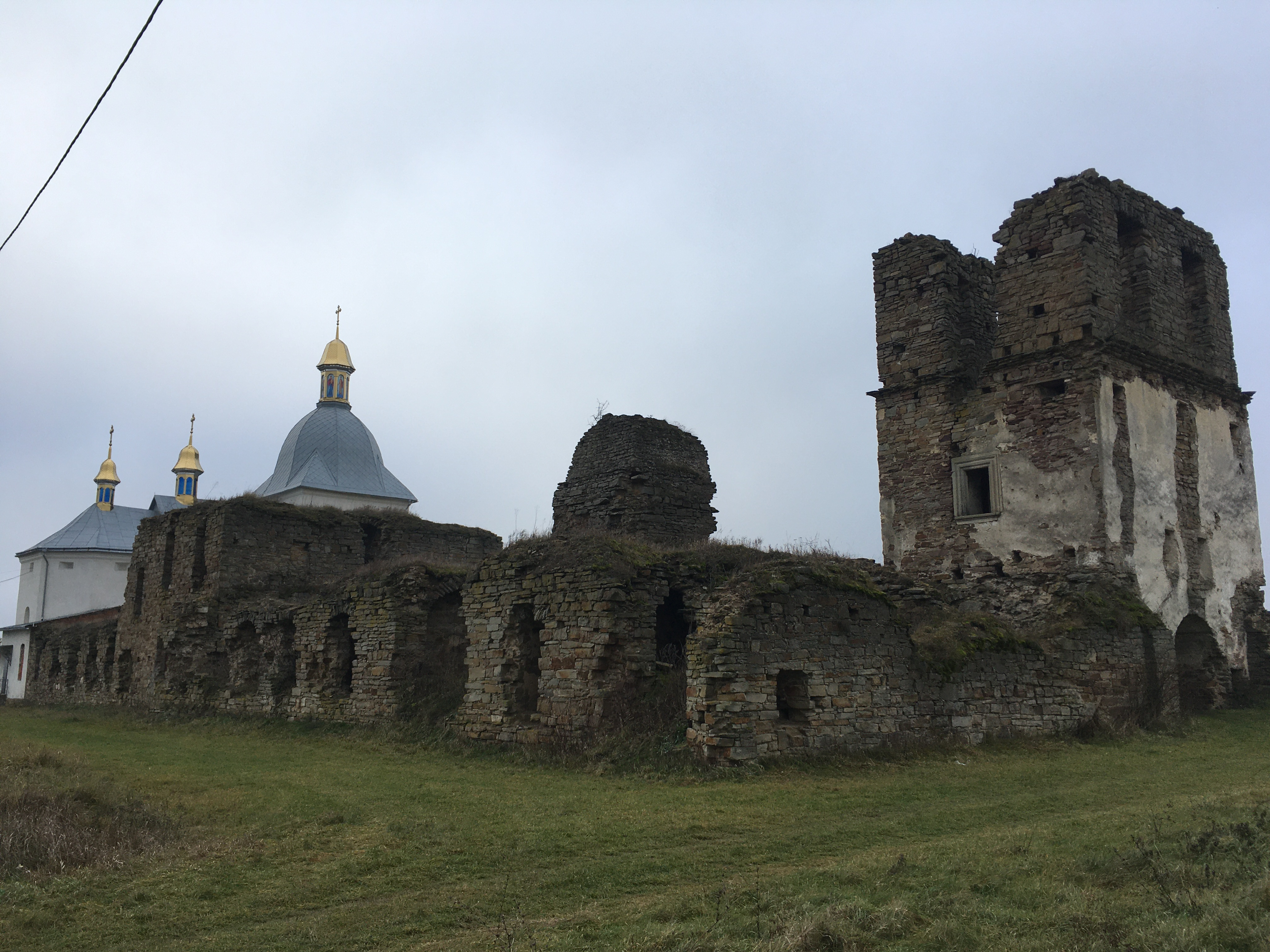
Підгорянський монастир, руїни
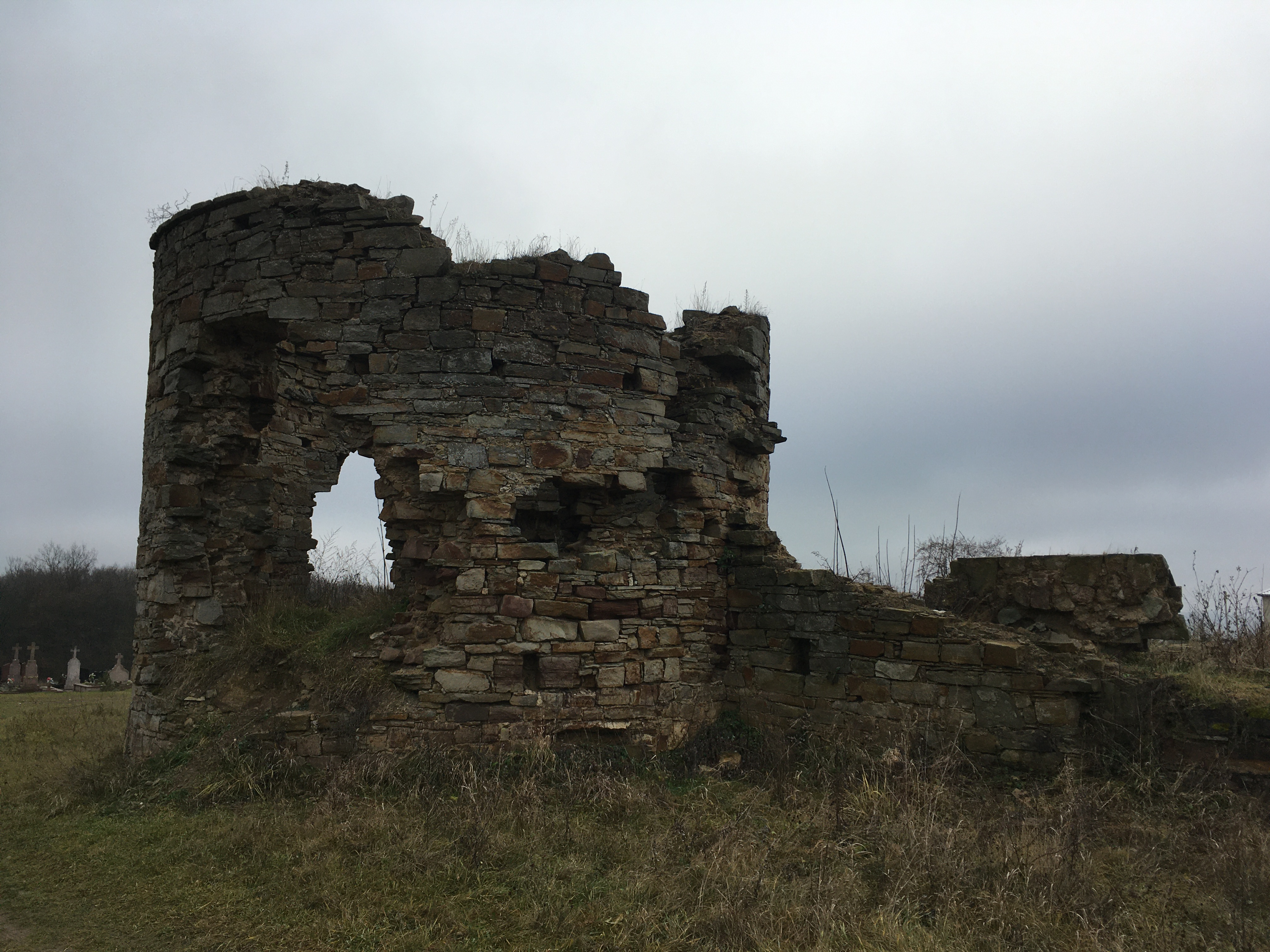
Підгорянський монастир, руїни
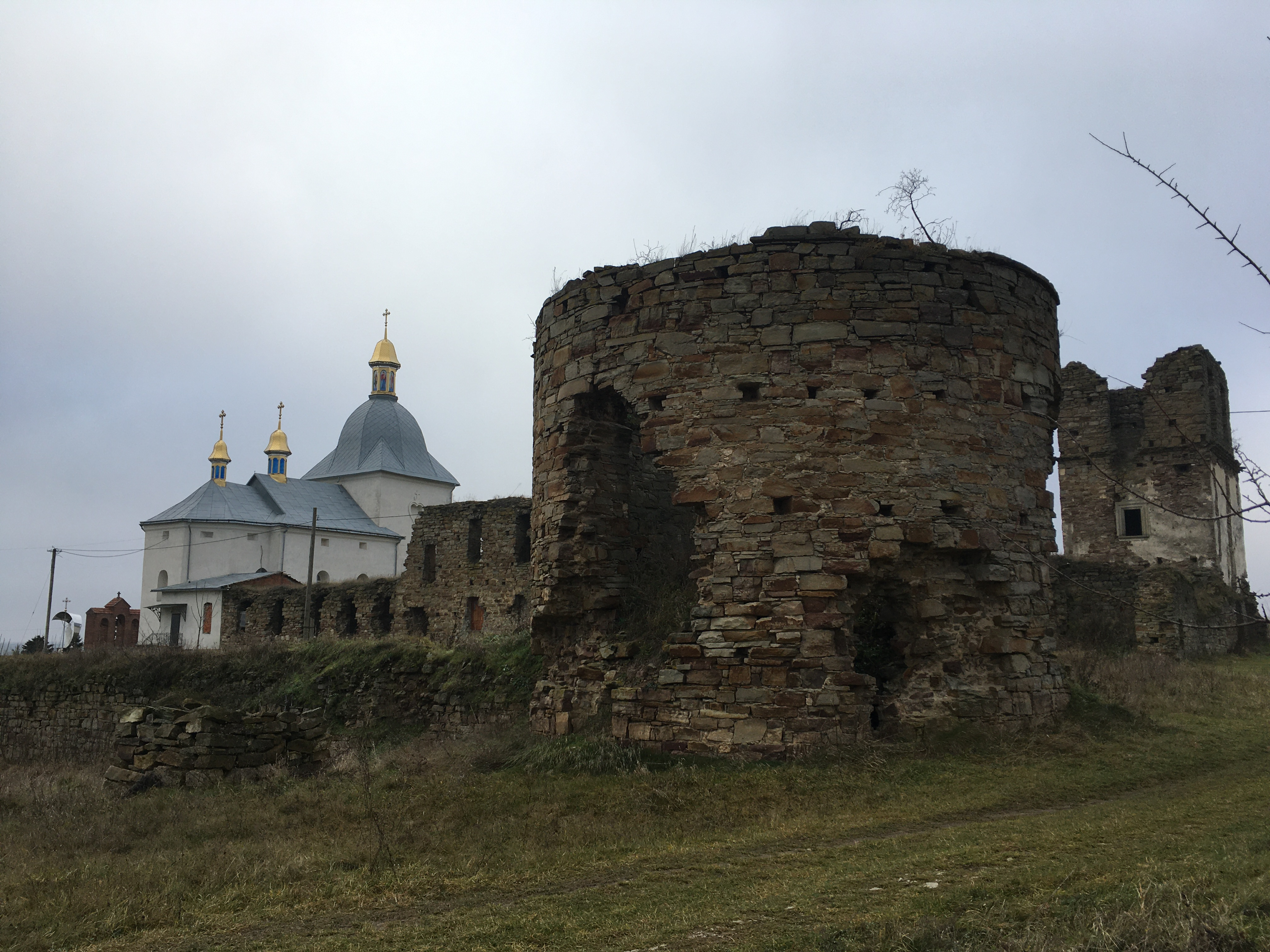
Підгорянський монастир, руїни
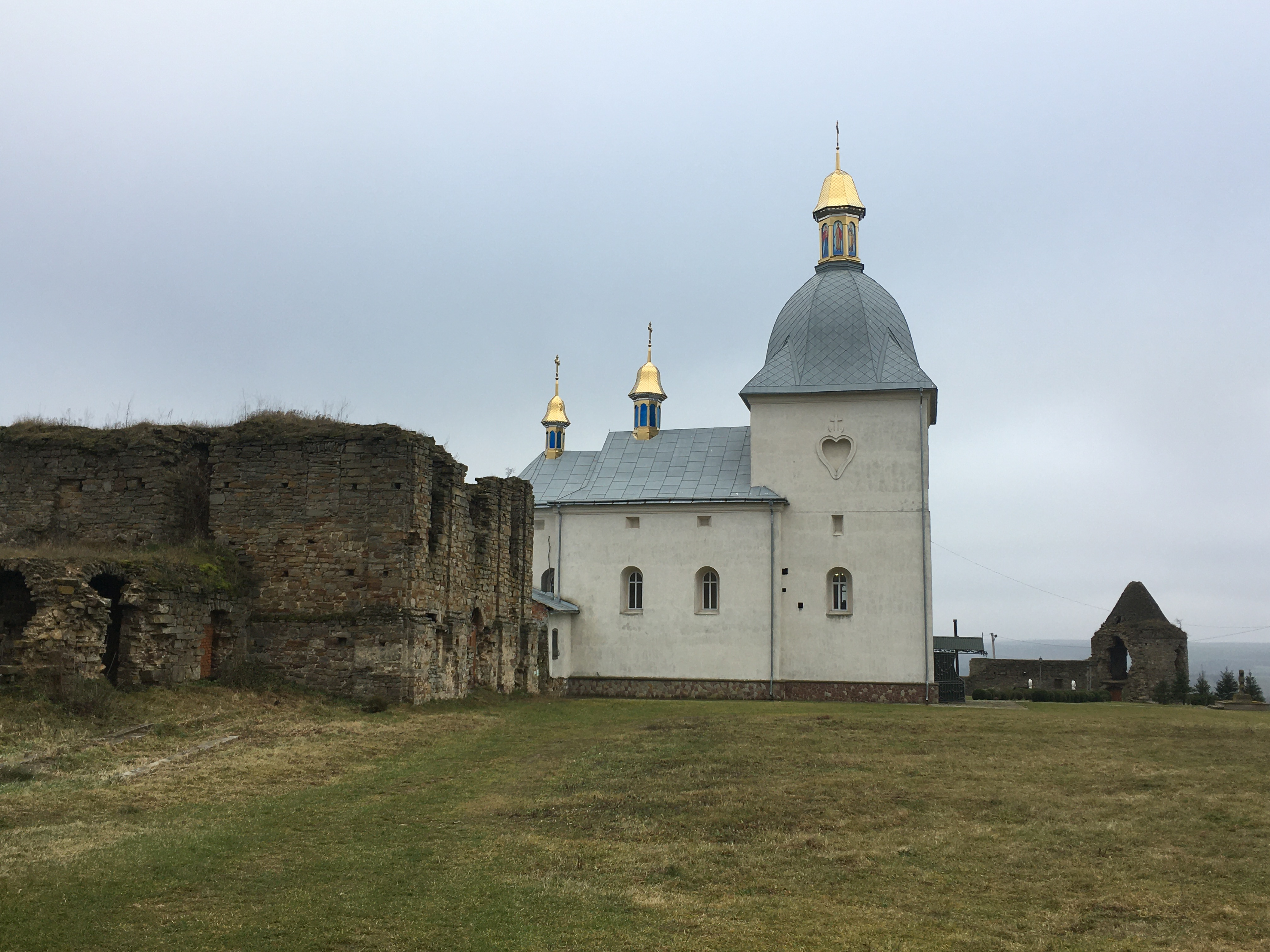
Підгорянський монастир, руїни
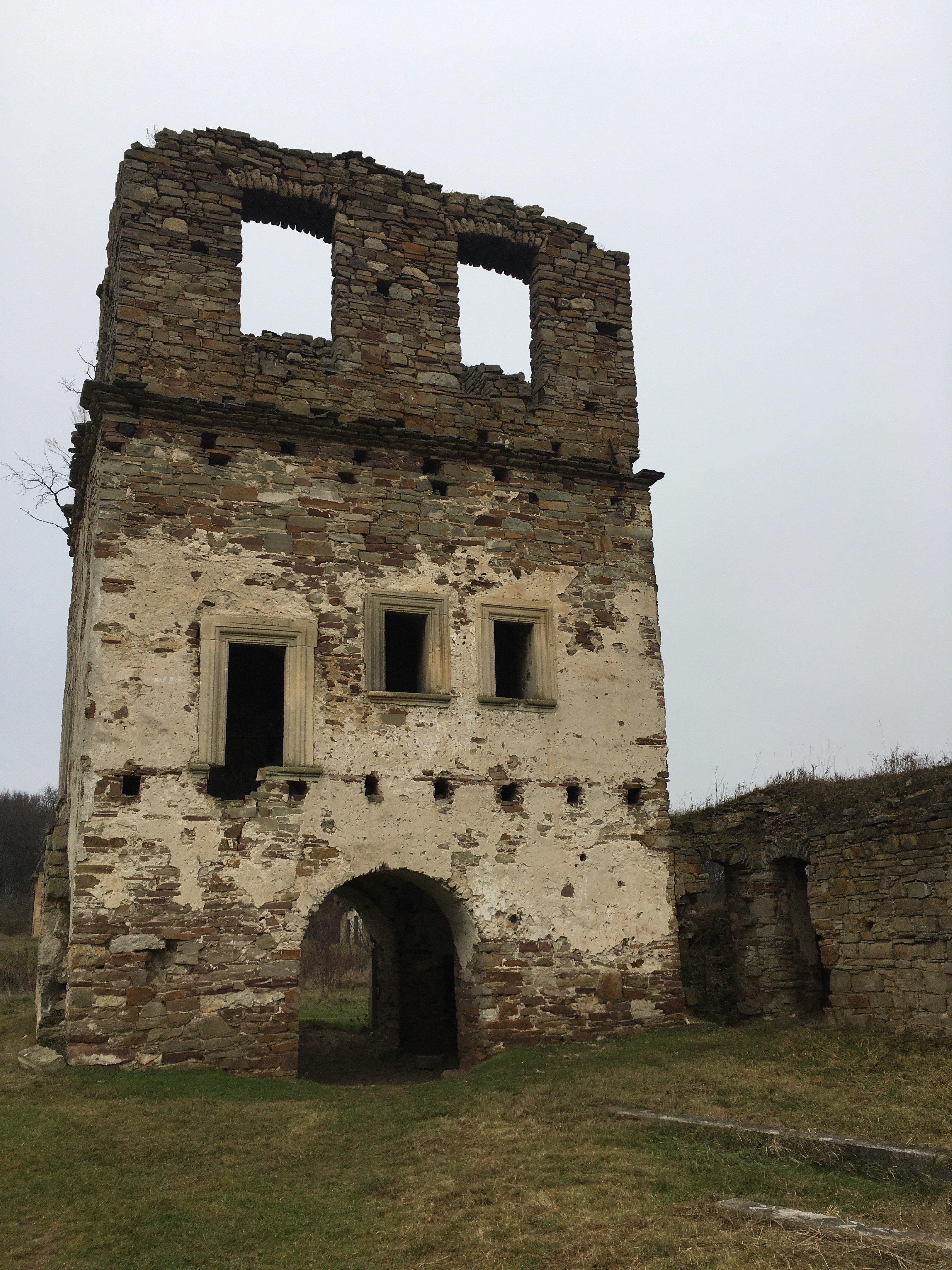
Підгорянський монастир, руїни